# 信号肽
信号肽（英語：Signal peptide, targeting signals, signal sequences, transit peptides, or localization signals）是引导新合成的蛋白质向分泌通路转移的短（长度5-30个氨基酸）肽链。

## 发现历史
古特·布洛伯爾和 B Dobberstein 于1975年提出并验证了信号假设(signal hypothesis)。同时，古特·布洛伯爾也因“发现蛋白自身信号管理它们在细胞中的转移和定位”而获得1999年度诺贝尔生理学或医学奖。

## 功用
- 在蛋白質中存有不同種類的胺基酸，其功用為訊號胜肽為其中一員，作為傳訊因子，會在蛋白質合成過程前進行連接，在片段組成完成後，蛋白質藉由卸除此片段來確認蛋白質組合完成。[3]